# Talinaceae
Talinaceae (Fenzl) Doweld, 2001 è una famiglia di piante angiosperme dell'ordine Caryophyllales.

## Tassonomia
La famiglia comprende i seguenti generi:
- Amphipetalum Bacig.
- Talinum Adans.